# Spedizione di Saint-Domingue
La spedizione di Saint-Domingue (in francese Expédition de Saint-Domingue, in creolo haitiano Ekspedisyon nan Sen Domeng) fu una spedizione militare francese inviata da Napoleone Bonaparte, allora primo console di Francia, al comando di suo cognato il generale Charles Leclerc, per tentare di riprendere il controllo francese sulla colonia caraibica di Saint-Domingue sull'isola di Hispaniola, e far terminare le tendenze indipendentiste degli schiavi locali capeggiati dall'ex schiavo Toussaint Louverture. Sbarcò nel dicembre del 1801 e, dopo il successo iniziale, terminò in una disfatta totale per i francesi nella battaglia di Vertières. Dopo tale atto i francesi partirono nel dicembre del 1803 per tornare in patria, abbandonando per sempre la colonia.

## Contesto
La rivoluzione francese aveva portato a notevoli sollevazioni sociali sull'isola di Saint-Domingue, dei quali la più importante fu sicuramente la rivolta degli schiavi per l'abolizione della schiavitù nel 1793 condotta dai commissari civili Sonthonax ed Polverel, per far rispettare in tutte le colonie francesi la decisione della Convenzione Nazionale di sei mesi prima. Toussaint Louverture, un ex schiavo liberato, era stato creato governatore dalla Francia, riuscì a ristabilire l'ordine ed a respingere i tentativi di Inghilterra e Spagna di catturare l'isola, ristabilendo la prosperità nel luogo. Ad ogni modo, Toussaint si era spinto troppo oltre attaccando addirittura il governatore della metà spagnola dell'isola, don Joaquín García y Moreno (27 gennaio 1801), dopo la Pace di Basilea del 1795. Toussaint inoltre aveva minacciato gli interessi imperialistici della Francia promulgando una costituzione il 12 luglio 1801 con la quale si autoproclamava governatore a vita, senza il consenso della madrepatria.

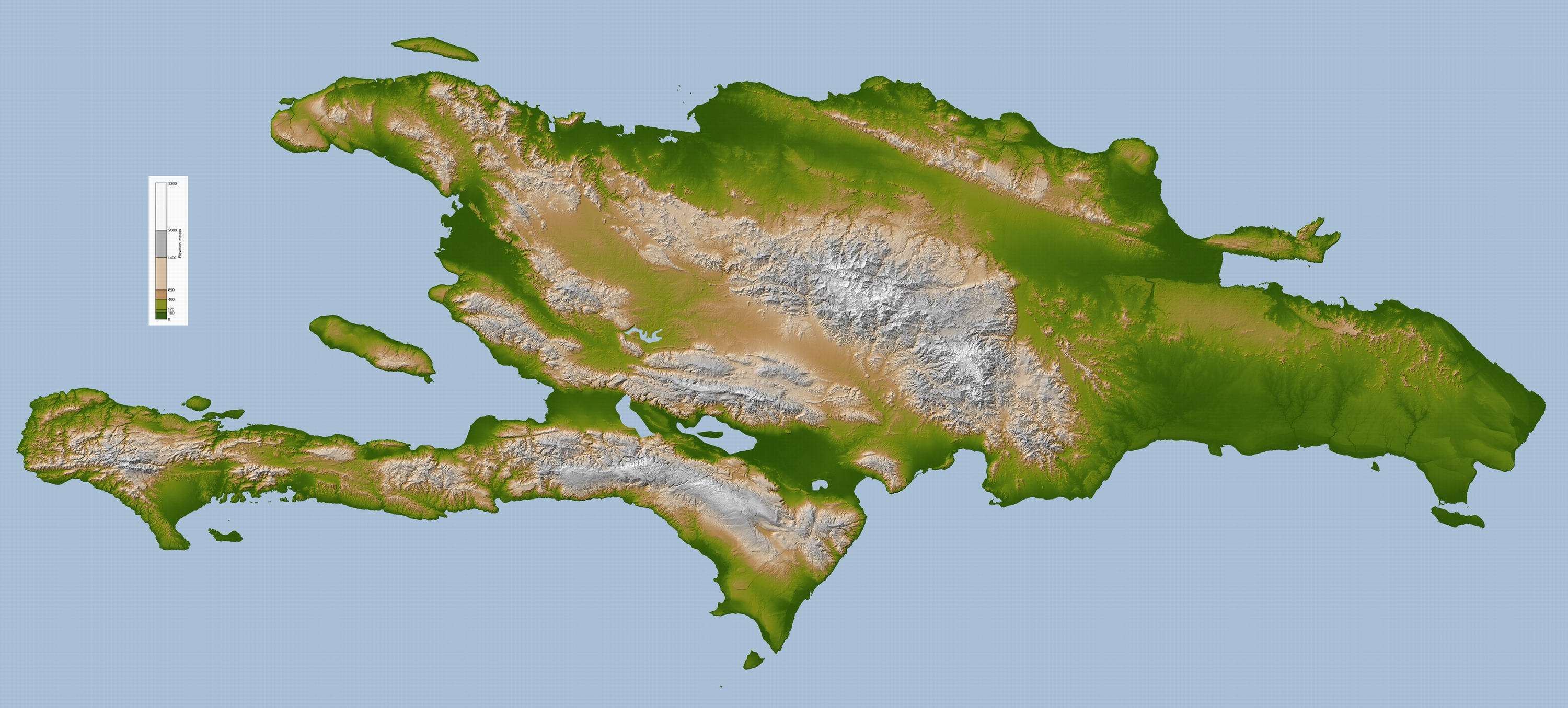
L'isola di Hispaniola

Il 9 febbraio 1801, dopo la sconfitta a Marengo, gli austriaci si staccarono dalla Seconda coalizione e siglarono il trattato di Lunéville con la Francia. Il Regno di Napoli siglò quindi un trattato di pace con la Francia a Firenze e la Russia seguì l'esempio in quanto lo zar Paolo I prese le distanze dalla coalizione stessa, mentre il suo successore Alessandro I concluse una pace segreta col Bonaparte il 10 ottobre 1801. La Gran Bretagna, si trovò così isolata, e dopo la caduta del primo ministero di William Pitt il Giovane il 13 marzo 1801, iniziò a considerare la possibilità di una pacificazione.
Napoleone (ora primo console) si poté pertanto concentrare sui problemi interni della Francia e del suo impero coloniale. All'inizio del 1801, Bonaparte decise di nominare il marito di sua sorella Paolina, il generale Charles Leclerc, quale capo di una spedizione militare che avrebbe avuto il compito di riportare appieno l'autorità francese nella colonia di Saint-Domingue. Inizialmente, Bonaparte aveva pianificato di confermare tutte le operazioni compiute da Toussaint, offrendo allo stesso Toussaint il rango di luogotenente di Francia e garantendo la libertà a tutti gli schiavi locali, ristabilendo l'autorità di Parigi sull'isola tramite un capitano generale. I due figli di Toussaint erano stati educati in Francia e come prova della sua buona volontà nei confronti del governo della Francia, Bonaparte li rimandò dal loro padre accompagnati dai loro tutori. Ad ottobre, ad ogni modo, l'opinione di Bonaparte era già mutata, dal momento che egli ritenne inaccettabili i termini esplicati da Toussaint nella costituzione che egli aveva proditoriamente promulgato. Bonaparte pertanto diede segretamente a Leclerc il compito di disarmare il governo di Toussaint e deportarne tutti gli ufficiali in Francia.
Bonaparte prevedeva una resistenza da parte di Toussaint e pertanto prese le misure necessarie a sconfiggerlo se necessario - Toussaint aveva un esercito di 16 000 uomini dalla sua parte, pertanto Leclerc ottenne il comando di 30 000 uomini dell'esercito rivoluzionario francese.

## La spedizione

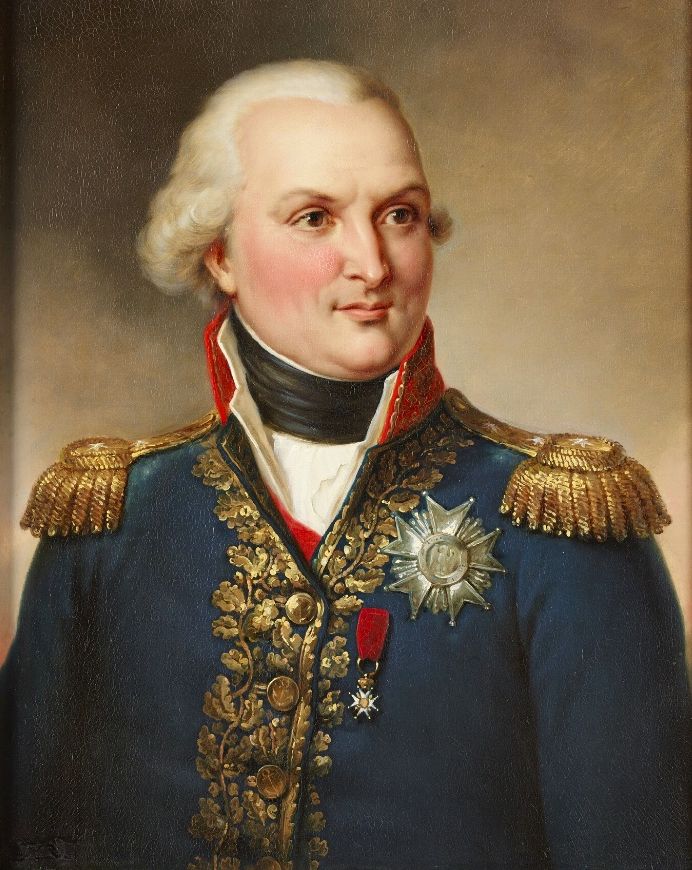
L'ammiraglio Louis de Joyeuse.

La pace ancora non era stata siglata con la Gran Bretagna (la Pace di Amiens sarebbe stata poi firmata il 25 marzo 1802) che il 14 dicembre 1801 una flotta francese di 21 fregate e 35 navi di linea  (con una da 120 cannoni) lasciò Brest sotto il comando di Villaret de Joyeuse con a bordo 7000–8000 uomini. Questa flotta venne seguita da uno squadrone al comando del contrammiraglio Ganteaume che lasciò Tolone il 14 febbraio con 4200 uomini sotto il comando del contrammiraglio Linois che lasciò il porto di Cadice il 17 febbraio con 2400 uomini. Nei mesi successivi altre navi portarono ulteriori truppe francesi, tra cui 4000 artiglieri della marina, una divisione olandese ed i polacchi della Legione del Danubio. Vi era inoltre una flotta spagnola di sette navi al comando dell'ammiraglio Federico Gravina come pure aiuti commerciali e finanziari da parte di Cuba, colonia spagnola. In totale vi erano 31 131 uomini che sbarcarono a Saint-Domingue, tra cui diversi neri come André Rigaud ed il futuro presidente haitiano Alexandre Pétion, entrambi uomini che Toussaint aveva espulso dalla colonia due anni prima a causa della Guerra dei Coltelli.

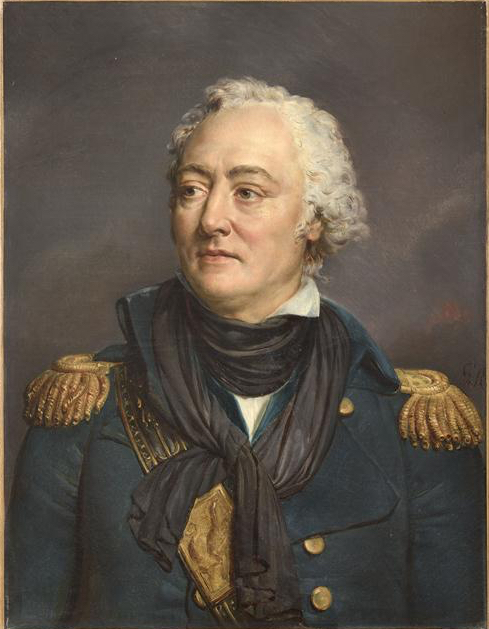
L'ammiraglio Louis-René Levassor de Latouche-Tréville.

Le navi si ritrovarono alla Baia di Samaná, luogo che Villaret de Joyeuse raggiunse il 29 gennaio, seguito poco dopo da Latouche-Tréville. Senza attendere Ganteaume e Linois, questi due ammiragli si divisero in due flotte combinate e giunsero a differenti porti per sorprendere Toussaint. Il generale Kerverseau sbarcò a Santo Domingo nella parte spagnola dell'isola, mentre il generale Jean Boudet venne inviato a prendere possesso di Port-au-Prince sotto il comando di Latouche-Tréville e Leclerc; Villaret de Joyeuse e Gravina salparono verso Cap-Haïtien. Quando Toussaint scoprì l'intento delle navi francesi alla baia di Samaná ordinò ad Henri Christophe (capo del dipartimento settentrionale dell'isola), a Jean-Jacques Dessalines (capo del dipartimento occidentale) e Laplume (capo del dipartimento meridionale) di chiedere un parley, dal momento che la minaccia di un imminente massacro appariva ormai certa.

## La riconquista
Villaret giunse a Cap-Haïtien il 3 febbraio ed attaccò via mare e via terra il 5 febbraio. Christophe portò a compimento i suoi ordini, ponendo a ferro e fuoco il villaggi e uccidendo buona parte dei bianchi presenti tra la popolazione. Il 6 febbraio Rochambeau sbarcò alla baia di Mancenille e prese Fort-Dauphin. Combattendo ed intanto occupandosi delle opere difensive, Leclerc stabilì il suo quartier generale a Cap-Haïtien prima di inviare delle navi in Nord America per rifornimenti. In questo medesimo periodo Latouche-Tréville e Boudet riuscirono a conquistare Port-au-Prince e Léogâne ed ottennero la resa di Laplume. Sbarcando a Santo Domingo con 2000 uomini, il generale Kerverseau prese possesso di gran parte dell'area spagnola dell'isola, allora governata dal fratello di Toussaint, Paul Louverture.

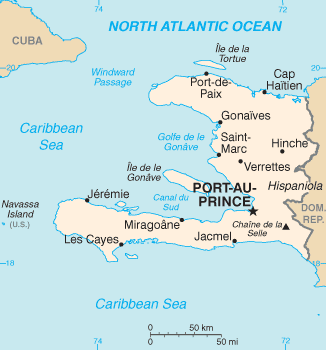
La parte francese dell'isola

Nei primi dieci giorni i francesi occuparono i porti dell'isola, i villaggi e gran parte delle terre coltivate senza particolari problemi. Rifugiatisi presso il fiume Artibonite, Toussaint ed i suoi uomini erano in numero esiguo sotto il comando dei generali Maurepas, Christophe e Dessalines. Ad ogni modo, Toussaint disponeva anche di un gran numero di ostaggi bianchi. Per raggiungerli, l'esercito francese avrebbe dovuto farsi strada in mezzo alla fitta giungla che era un luogo ideale per tendere imboscate. Gli squadroni sotto il comando di Ganteaume e Linois erano giunti, ad ogni modo, con i rinforzi richiesti e Leclerc continuava a mantenere in ostaggio di figli di Toussaint, i quali recavano tra le mani una lettera di Napoleone nel quale al loro padre veniva promesso il ruolo di vice di Leclerc sull'isola in cambio della sua resa.
Il 17 febbraio Leclerc lanciò un assalto simultaneo con la divisione che aveva costituito. Rochambeau alla sua sinistra si portò da Fort-Dauphin a Saint-Michel, mentre Hardy marciò su Marmelade e Desfourneaux su Plaisance. Nel contempo il generale Humbert sbarcava a Port-de-Paix per raggiungere Trois-Rivières, e Boudet s muoveva da sud a nord. L'intento era quello di sorprendere il nemico, forzandolo a ritirarsi a Les Gonaïves così da poterlo accerchiare. Malgrado le difficoltà del terreno e la resistenza di Maurepas, i lavori procedettero correttamente.
Il 23 febbraio la divisione di Desfourneaux entrò a Les Gonaïves, ancora in fiamme. Il generale Boudet occupò Saint-Marc, anch'essa messa a ferro e fuoco dove vennero compiuti massacri per ordine di Dessalines, che tentò di scappare così alla trappola. Maurepas ed i suoi 2000 uomini continuarono a resistere ma finalmente dovettero arrendersi a Humbert. Le forze francesi assediarono il forte di Crête-à-Pierrot e vennero attaccati dalla retroguardia di Dessalines e poi da Toussaint che tentarono di aiutare gli assediati, ma il forte dovette infine arrendersi ed all'interno i francesi trovarono molte munizioni ed armi. A Les Verrettes le forze francesi trovarono uno spettacolo orribile. Circa 800 tra uomini, donne, vecchi e bambini erano stati uccisi, e giacevano per le strade della città.
A corto di risorse, l'area controllata dalle forze ribelli divenne sempre meno popolata e deserta. Christophe si offrì di deporre le armi in cambio di ottenere il trattamento concesso a Laplume ed a Maurepas per la loro resa, come pure Dessalines ed alla fine anche Toussaint. Agli arresti domiciliari, Toussaint venne restaurato al suo rango ed alle sue proprietà per ordine di Leclerc. Tra la fine di aprile e l'inizio di maggio a poco a poco l'ordine venne ristabilito sull'isola, il commercio riprese ai porti ed i ribelli (che parevano ora riconciliati al governo francese) vennero tutti restaurati ai loro incarichi.

## La sconfitta francese
In arresto nella sua casa di Ennery, Toussaint considerò la propria vendetta ma vide che le stesse forze dei francesi (in particolare quelle appena giunte sull'isola) venivano falcidiate dal suo più temuto alleato, la febbre gialla, che uccise in soli due mesi quasi 15 000 francesi. Toussaint continuò una fitta corrispondenza con gli altri capi della resistenza, incoraggiandoli a mantenersi pronti, anche se alcuni di loro non erano intenzionati a ricominciare la guerra con Leclerc e per questo avvisarono segretamente quest'ultimo. Sentendo del pericolo, a giugno Leclerc chiamò Toussaint in un colloquio, lo arrestò formalmente e lo pose a bordo di una nave inviata in Europa, dove venne detenuto al Fort de Joux. La Martinica era tornata alla Francia con il Trattato di Amiens e la Legge del 20 maggio 1802 confermò che la schiavitù vi sarebbe continuata. Le notizie del ripristino della schiavitù a Guadalupa raggiunse Saint-Domingue e la rivolta scoppiò nuovamente. Leclerc giudicò saggio disarmare da subito gli schiavi neri, ma questo non fece altro che farli arrabbiare ulteriormente. A Basse-Terre sull'isola di Guadeloupe, la febbre gialla scoppiò in una tremenda epidemia dal 3 settembre di quell'anno e Richepanse ne morì, venendo rimpiazzato da Boudet. Rochambeau, che odiava i mulatti ancor più dei neri, succedette all'incarico di Boudet a Saint-Domingue. Il vecchio nemico e rivale di Toussaint, Rigaud, ottenne l'ordine di imbarcarsi alla volta degli Stati Uniti. A sud dell'isola, dove i mulatti erano più numerosi, questi si allearono con gli schiavi neri. Il vento della rivolta scoppiò praticamente ovunque.

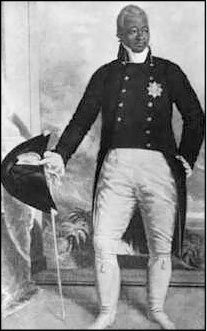
Enrico I, re di Haiti

Dall'agosto del 1802, le forze di Leclerc avevano iniziato a soffrire pesantemente di defezioni di massa da parte di neri e mulatti che le componevano. Nell'ottobre di quello stesso anno, gli ex capi ribelli Alexandre Pétion, Henri Christophe e Jean-Jacques Dessalines disertarono l'esercito francese. Le forze francesi, ora ridotte a sole 8000-10.00 unità, perlopiù debilitate, vennero sopraffatte. Dopo il recente massacro da parte di Christophe di diverse centinaia di soldati polacchi a Port-de-Paix, Leclerc ordinò l'arresto di tutte le restanti truppe coloniali a Cap-Haïtien, e fece giustiziare 1000 di loro legando dei sacchi di farina al loro collo e buttandoli poi in mare ad annegare. I francesi successivamente inviarono l'ordine di arrestare ed imprigionare tutti i neri che erano ancora in servizio nell'esercito francese. Tra questi vi erano inclusi anche alcuni ufficiali rimasti leali come Maurepas, che venne annegato con la sua famiglia nel porto di Cap Haitien su ordine di Leclerc all'inizio di novembre.
Rifugiatosi a Tortuga nel tentativo di sfuggire alla febbre gialla, Leclerc che già aveva contratto la malattia senza saperlo qui morì il 1º novembre 1802. Sua moglie Paolina Bonaparte aveva accompagnato il marito sull'isola ma, non essendo stata un modello di fedeltà coniugale, la morte del marito non la scosse particolarmente e si limitò a tagliarsi i capelli da porre nella bara di suo marito, facendone porre il cuore in un'urna e rimpatriando i resti in Francia.
Come più anziano in grado, Rochambeau prese il posto di Leclerc come supremo comandante della spedizione e tentò invano di sopprimere la rivolta. Rochambeau ordinò l'invio di 600 pitbull da Cuba ed impedì a chiunque di nutrirli. Questi cani avrebbero avuto il compito di dare la caccia e divorare gli schiavi di colore rimasti.
Cap-Haïtien rimase l'ultimo bastione delle forze anti-ribelli e, quando i ribelli lo raggiunsero, Christophe aveva già preso uno dei suoi forti. Rochambeau riuscì a ricatturarlo. Il 18 novembre 1803, presso le Cap, i francesi vennero sconfitti pesantemente nella Battaglia di Vertières dal generale ribelle Jean-Jacques Dessalines che pose così fine col mese di dicembre al dominio francese sull'isola. Durante il suo viaggio di ritorno in Francia, Rochambeau venne catturato dal Blocco navale di Saint-Domingue dagli inglesi ed internato per nove anni come prigioniero di guerra.

## Conseguenze
Poco più di 7000-8000 soldati dei 31 000 inviati a Saint-Domingue sopravvissero a questa spedizione e più di 20 generali francesi morirono nelle operazioni. Il 1º gennaio 1804 Dessalines proclamò la colonia di Saint-Domingue come il secondo stato indipendente delle Americhe, col nome di Haiti, ed egli ne divenne il primo governatore generale a vita (6 ottobre 1804) prima di esserne incoronato imperatore col nome di Giacomo I. Egli fece massacrare gli ultimi coloni francesi rimasti sull'isola nel Massacro di Haiti del 1804 ed istituì un "caporalato agrario" basato sul sistema della schiavitù già usato in passato, mantenendo l'industria dello zucchero come principale fonte di profitto per l'economia dell'isola. Dessalines venne assassinato il 17 ottobre 1806 ed lo stato venne diviso in un regno a nord retto dal generale Christophe col nome di Enrico I ed una repubblica a sud retta dal presidente Alexandre Pétion. Nel 1826 Carlo X di Francia pretese la somma di 150 000 000 di franchi d'oro come danno di guerra dalla giovane repubblica di Haiti per riconoscerne l'indipendenza. Questo debito con la Francia venne ridotto a 90 000 000 nel 1838 e venne estinto solo a metà del XX secolo.

## Lista battaglie
- Battaglia di Ravine-à-Couleuvres: vittoria francese
- Battaglia di Kellola: vittoria francese
- Battaglia di Plaisance: vittoria francese
- Battaglia di Crête-à-Pierrot: vittoria francese
- Azione del 28 giugno 1803: vittoria britannica
- Assedio di Port-au-Prince (1803): vittoria haitiana
- Battaglia di Vertières: vittoria haitiana